# San Miguel Nepantla
San Miguel Nepantla, oggi ufficialmente denominata Nepantla de Sor Juana Inés de la Cruz, è una città del Messico, ubicata nello Stato del Messico, nota per essere il luogo di nascita della poetessa e religiosa Juana Inés de la Cruz.

## Storia
Le origini di San Miguel Nepantla risalgono alla metà del XVI secolo e si riferiscono ad una fattoria di proprietà dei frati domenicani di Città del Messico, e nel 1639, il viceré spagnolo Lope Díez de Armendáriz la concesse agli indigeni di Nepantla che nel 1808 la trasformarono in una repubblica. I domenicani diedero in affitto la fattoria, e uno di questi affittuari fu Pedro Ramírez de Santillana, nonno di quella che sarebbe divenuta suor Juana Inés de la Cruz, la quale nacque in quella fattoria il 12 novembre del 1648 o del 1651, secondo varie fonti, con il nome di Juana Inés de Asbaje y Ramírez de Santillana. Nel luogo di nascita di suor Juana si conservano oggi parte delle mura della cucina, chiusa all'interno del Centro Culturale Sor Juana Inés de la Cruz, un museo aperto nel 1995, dove sono conservati oggetti e dipinti del periodo coloniale. L'impulso a salvare il luogo di nascita di suor Juana giunse nel 1942 su iniziativa dell'allora governatore dello Stato del Messico, Isidro Fabela, formalizzata il 14 luglio del 1945 dal Congresso dello Stato del Messico, che mutò ufficialmente il nome di San Miguel Nepantla in Nepantla di Sor Juana Inés de la Cruz.

## Localizzazione e demografia
Nepantla si trova nell'estremo sud-est dello Stato di Messico, nel municipio di Tepetlixpa a 18 chilometri dal centro della municipalità, quasi al confine fra lo Stato di México e dello Stato di Morelos, ad un'altitudine di 2.010 metri s.l.m.. Secondo il censimento del 2005 la popolazione residente era di 2.153.